# Khaled Mardam-Bey
Khaled Mardam-Bey (Amã, 19 de Março de 1968) é o criador do mIRC, um cliente de IRC para Microsoft Windows.
Nasceu em Amã, Jordânia e reside atualmente em Londres, Inglaterra.